# Invazia turcă în Cipru
Invazia turcă în Cipru (în greacă Τουρκική εισβολή στην Κύπρο, cunoscută în Turcia ca Kıbrıs Barıș Harekâtı (Operațiunea de Pacificare a Ciprului) sau Kıbrıs Harekâtı (Operațiunea Cipru), cunoscută de către forțele armate turce sub numele de cod Atilla Harekâtı (Operațiunea Atilla), lansată la 20 iulie 1974, a fost o invazie militară turcă, ca răspuns la o juntă militară greacă ce urma să dea o lovitură de stat susținută în Cipru, organizată de Garda Națională cipriotă ai cărei lideri l-au înlăturat din funcție pe președintele Ciprului, Makarios al III-lea, și l-au instalat pe Nikos Sampson în locul lui.

## Operațiunea turcă
Invazia turcă a avut loc în două etape și s-a încheiat în august 1974, când trupele turcești au ocupat 37% din teritoriul insulei, care a fost urmată de înființarea de facto a Republicii Turce a Ciprului de Nord (RTCN), care este în prezent recunoscută doar de Turcia, în contradicție cu termenii Tratatului de garantare din 1960.